# Diplazon guptai
Diplazon guptai är en stekelart som beskrevs av Diller 1977. Diplazon guptai ingår i släktet Diplazon och familjen brokparasitsteklar. Inga underarter finns listade i Catalogue of Life.